# Горбиста черепаха
Горбиста черепаха (Malaclemys terrapin) — єдиний вид черепах з роду Горбисті черепахи підродини Довгошиї черепахи родини Прісноводні черепахи. Має 7 підвидів. Інша назва «діамантова черепаха».

## Опис
Загальна довжина досягає до 20 см. Спостерігається статевий диморфізм: самці набагато дрібніше самок. Кожен щиток карапаксу підіймається у вигляді горбика з вершиною посередині й вкритий глибокими концентричними борозенками. Звідси й походить назва цієї черепахи. Задні ноги дуже потужні та товсті.
Панцир (карапакс й пластрон) має коричневий або сірий колір. Забарвлення тіла сірого, коричневого, жовтого або білого кольору.

## Спосіб життя
На відміну від усіх своїх родичів горбиста черепаха полюбляє солону воду. Її улюблений біотоп — болота і мілководні затоки уздовж узбережжя. В глиб материка, у прісні води ця черепаха не проникає. Її харчування становлять ракоподібні, молюски, комахи, зрідка зелена рослинність.
Зимовий час вона проводить зарившись у мул на дні водоймища. Статева зрілість настає у 7—8 років. Навесні, після виходу із зимівлі, відбувається парування, а у травні—червні самки відкладають 5—12 яєць. Інкубаційний період становить 60—120 діб.
М'ясо цієї черепахи доволі смачне, цінується місцевими мешканцями. Навіть діють спеціальні черепашичі ферми.
Тривалість життя 150–200 років.

## Розповсюдження
Мешкає в американських штатах: Меріленд, Род-Айленд, Массачусетс, Коннектикут, Нью-Джерсі, Делавер, Вірджинія, Північна Кароліна, Південна Кароліна, Джорджія, Флорида, Алабама, Міссісіпі, Луїзіана, Техас, а також на Бермудських островах.

## Підвиди
- Malaclemys terrapin terrapin
- Malaclemys terrapin centrata
- Malaclemys terrapin littoralis
- Malaclemys terrapin macrospilota
- Malaclemys terrapin pileata
- Malaclemys terrapin rhizophorarum
- Malaclemys terrapin tequesta